# Papa Urbano IV
Papa Urbano IV (latim: Urbanus IV; Troyes, c. 1195 – Deruta, 2 de outubro de 1264), nascido Jacques Pantaléon, foi o líder da Igreja Católica e governante dos Estados Papais de 29 de agosto de 1261 até sua morte. Foi eleito Papa sem ser cardeal; ele foi o primeiro a ser eleito de tal forma, e isso ocorreria apenas para mais 3 papas depois (Gregório X, Urbano V e Urbano VI).

## Início de carreira
Pantaléon era filho de um sapateiro de Troyes, França. Ele estudou teologia e direito consuetudinário em Paris e foi nomeado cônego de Laon e mais tarde arquidiácono de Liège. No Primeiro Concílio de Lyon (1245), atraiu a atenção do Papa Inocêncio IV, que o enviou duas vezes em missões à Alemanha. Numa dessas missões, ele negociou o Tratado de Christburg entre os prussianos pagãos e os Cavaleiros Teutônicos. Tornou-se Bispo de Verdun em 1253. Em 1255, o Papa Alexandre IV fez dele Patriarca Latino de Jerusalém.
Pantaléon voltou de Jerusalém, que estava em apuros, e estava em Viterbo em busca de ajuda para os cristãos oprimidos no Oriente quando Alexandre IV morreu. Após uma vacância de três meses, os oito cardeais do Sagrado Colégio o escolheram para suceder Alexandre IV nas eleições papais em 29 de agosto de 1261. Ele escolheu o nome de reinado de Urbano IV.

## Pontificado
Um mês antes da eleição de Urbano, o Império Latino de Constantinopla, fundado durante a malfadada Quarta Cruzada contra os bizantinos, caiu nas mãos dos bizantinos liderados pelo imperador Miguel VIII Paleólogo. Urbano IV tentou, sem sucesso, iniciar uma cruzada para restaurar o Império Latino. Georgius Pachymeres relata que Urbano esfolou vivo um dos enviados de Miguel.
Urbano iniciou a construção da Basílica de St. Urbain, Troyes, em 1262.

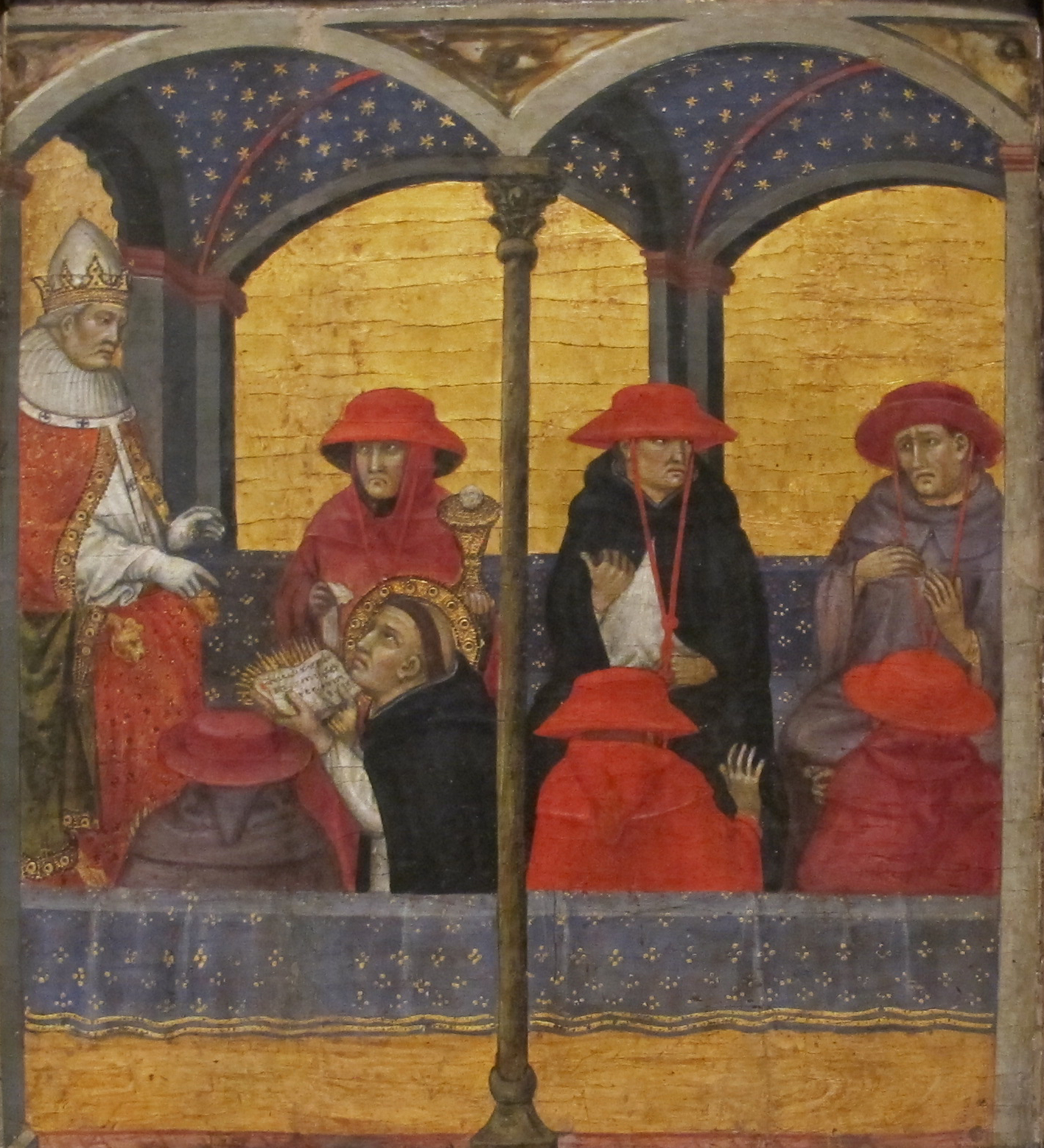
São Tomás de Aquino submetendo seu ofício de Corpus Domini ao Papa Urbano IV por Taddeo di Bartolo (1403)

Ele instituiu a festa de Corpus Christi ("o Corpo de Cristo") em 11 de agosto de 1264, com a publicação da bula papal Transiturus. Urbano pediu a Tomás de Aquino, o teólogo dominicano, que escrevesse os textos para a missa e o ofício da festa. Isso incluía hinos famosos como Pange lingua, Tantum ergo e Panis angelicus.
Urbano envolveu-se nos assuntos da Dinamarca. Jakob Erlandsen, arcebispo de Lund, queria tornar a Igreja dinamarquesa independente do poder real - o que o colocou em confronto direto com a rainha viúva Margarida Sambiria, atuando como regente de seu filho, o rei Érico V da Dinamarca. A Rainha prendeu o Arcebispo, que respondeu emitindo uma interdição. Ambos os lados procuraram o apoio do Papa. O Papa concordou com vários pedidos da Rainha. Ele emitiu uma dispensa para alterar os termos da sucessão dinamarquesa para permitir que as mulheres herdassem o trono dinamarquês. No entanto, as principais razões do conflito permaneceram sem solução com a morte de Urbano, com o caso continuando na corte papal em Roma. O exilado Arcebispo Erlandsen veio pessoalmente à Itália em busca de uma solução.
No entanto, os complicados assuntos da Dinamarca eram uma preocupação menor para o Papa. Sua atenção estava voltada para os assuntos italianos. Durante o pontificado anterior, o longo confronto entre o papa e o falecido imperador alemão de Hohenstaufen, Frederico II, alimentou confrontos entre cidades dominadas por gibelinos pró-imperiais e aquelas dominadas por facções guelfas pró-papais. O herdeiro de Frederico II, Manfred, ficou absorvido nesses confrontos.
O capitão militar de Urbano era o condottiere Azzo d' Este, que liderava uma liga de cidades, incluindo Mântua e Ferrara. Os Hohenstaufen na Sicília tinham reivindicações sobre as cidades da Lombardia. Para contrariar a influência de Manfredo, Urbano apoiou Carlos I, Conde de Anjou na tomada do Reino da Sicília, porque era receptivo ao controlo papal. Carlos era conde da Provença devido ao casamento e era muito poderoso.
Urbano negociou com Manfredo durante dois anos para buscar seu apoio para reconquistar Constantinopla em troca do reconhecimento papal de seu Reino. Ao mesmo tempo, o papa prometeu navios e homens a Carlos através de um dízimo de cruzada. Em troca, Carlos prometeu não reivindicar terras imperiais no norte da Itália, nem nos Estados Papais. Carlos também prometeu restaurar o censo anual ou o tributo feudal devido ao Papa como suserano, sendo acordadas cerca de 10.000 onças de ouro, enquanto o Papa trabalharia para bloquear a eleição de Conradinp para Rei dos Alemães.
Urbano IV morreu em Perugia em 2 de outubro de 1264, antes da chegada de Carlos à Itália. Seu sucessor, o Papa Clemente IV, deu continuidade aos seus acordos.

## Lenda de Tannhäuser
Tannhäuser, um proeminente Minnesänger e poeta alemão, foi contemporâneo de Urbano. Dois séculos após as respectivas mortes, o Papa Urbano IV tornou-se um personagem importante em uma lenda sobre o Minnesänger, cuja existência foi atestada pela primeira vez em 1430 e se estabeleceu em baladas a partir de 1450.
De acordo com este relato, Tannhäuser foi um cavaleiro e poeta que descobriu Venusberg, a casa subterrânea de Vénus, e passou lá um ano adorando a deusa. Depois de deixar Venusberg, Tannhäuser ficou cheio de remorso e viajou para Roma em busca da absolvição de seus pecados pelo Papa Urbano IV. Urbano respondeu que perdoá-lo seria tão impossível quanto o crescimento da equipe papal. Três dias após a partida de Tannhäuser, a equipe de Urban começou a cultivar folhas. O papa enviou mensageiros em busca do cavaleiro, mas ele já havia retornado a Venusberg, para nunca mais ser visto. O Papa, por recusar um penitente, recebeu uma condenação eterna.